# 비비드 엔터테인먼트
비비드 엔터테인먼트(Vivid Entertainment)는 미국의 포르노 제작사이다.